# Ivar Backlund
Lieutenant General Gustav Ivar Backlund (Gotemburgo, 14 de febrero de 1892 – Estocolmo, 5 de julio de 1969) fue un alto oficial del Ejército Sueco. Backlund comenzó su carrera militar en 1912, ascendiendo al rango de capitán en 1924. Desempeñó varios roles, incluyendo ayudante en el Ministerio de Defensa y profesor en el Colegio de Artillería e Ingeniería. Ascendido a coronel en 1939, se convirtió en comandante del regimiento del Regimiento de Dalarna. En 1944, Backlund sirvió como Comandante en la Fortaleza de Boden y desempeñó un papel clave en el IV Distrito Militar de 1944 a 1946. Alcanzó el rango de mayor general en 1946 y fue Jefe del Estado Mayor del Ejército hasta 1948. Más tarde, se convirtió en comandante militar del VII Distrito Militar hasta 1955 y dirigió el Colegio de Defensa Nacional de Suecia hasta 1956, retirándose como teniente general en 1957.

## Primeros años
Backlund nació el 14 de febrero de 1892 en Gotemburgo, Suecia, hijo de Anders Backlund, un inspector fitosanitario, y su esposa Thérese Floberg. Aprobó el studentexamen en 1909.

## Carrera
Backlund fue comisionado como oficial en 1912 y fue asignado con el rango de underlöjtnant a los Guardias de Vida de Göta (I 2). Asistió al Real Colegio del Estado Mayor del Ejército Sueco de 1918 a 1920 y sirvió como capitán en el Estado Mayor General en 1924. Backlund fue ayudante del jefe del Ministerio de Defensa de 1926 a 1928 y sirvió como oficial de estado mayor en la Militärläroverksinspektionen de 1928 a 1933. Backlund fue profesor en el Colegio de Artillería e Ingeniería de 1933 a 1937 y fue ascendido a mayor en 1934. Luego, se desempeñó como subdirector de la Oficina Militar de la Defensa Territorial (Lantförsvarets kommandoexpedition) de 1937 a 1939 y fue ascendido a teniente coronel en 1937.
Backlund sirvió en el Regimiento de Infantería de Södermanland (I 10) en 1939 y al año siguiente fue ascendido a coronel y nombrado comandante del regimiento del Regimiento de Dalarna (I 13). En 1944, Backlund fue nombrado Comandante en la Fortaleza de Boden y se desempeñó como comandante militar adjunto interino del IV Distrito Militar de 1944 a 1946. Fue ascendido a mayor general en 1946 y sirvió como Jefe del Estado Mayor del Ejército y del Cuerpo del Estado Mayor General de 1946 a 1948. Backlund fue comandante militar del VII Distrito Militar desde el 1 de octubre de 1948 hasta el 31 de marzo de 1955 y jefe del Colegio de Defensa Nacional de Suecia desde el 1 de abril de 1955 hasta 1956. Fue ascendido a teniente general en 1957 y se retiró del servicio militar.
Se convirtió en presidente de la Asociación Sueca de Tiro con Pistola (Svenska pistolskytteförbundet) en 1946 y de la Asociación Sueca de Natación Educativa (Svenska livräddningssällskapet) en 1947.

## Vida personal
En 1935, se casó con Margareta Troili (nacida en 1904), hija de Eilert Troili, contador, y Gunhild Behmer.

## Fechas de ascenso
- 1912 – Underlöjtnant
- 19?? – Teniente
- 1924 – Capitán
- 1934 – Mayor
- 1937 – Teniente coronel
- 1940 – Coronel
- 1946 – Mayor general
- 1957 – Teniente general

## Premios y condecoraciones

### Suecos
- Comendador Gran Cruz de la Orden de la Espada (6 de junio de 1953)[6]
- Comendador de 1.ª Clase de la Orden de la Espada (6 de junio de 1946)[7]
- Comendador de 2.ª Clase de la Orden de la Espada (15 de noviembre de 1943)[8]
- Caballero de 1.ª Clase de la Orden de la Espada (1933)[9]
- Caballero de la Orden de la Estrella Polar (1939)[10]
- Caballero de 1.ª Clase de la Orden de Vasa (1928)[11]
- Medalla al Mérito Civil (För medborgerlig förtjänst) en oro[1]

### Extranjeros
- Comendador de la Orden de la Rosa Blanca de Finlandia (entre 1940 y 1942)[12][13]
- Comendador de 2.ª Clase de la Orden de la Rosa Blanca de Finlandia (entre 1935 y 1940)[12][14]
- Comendador de la Orden del León de Finlandia (entre 1947 y 1950)[15][16]
- Orden del Águila Alemana[17] (1942)[13][18]
- Caballero de la Orden de Leopoldo (entre 1925 y 1928)[19][20]

## Honores
- Miembro de la Real Academia Sueca de Ciencias de la Guerra (1938)[3]